# Takahiro Shiraishi
Pour les articles homonymes, voir Shiraishi.
Takahiro Shiraishi (白石隆浩, Shiraishi Takahiro), né le 9 octobre 1990 à Zama et mort exécuté le 27 juin 2025 à Tokyo, est un tueur en série japonais. Il est aussi connu sous le nom de « Twitter Killer ». À Zama, entre août et octobre 2017, il a tué 9 personnes, des jeunes femmes pour la plupart, dont 3 lycéennes.

## Contexte
Takahiro Shiraishi naît en octobre 1990 dans la ville de Zama, une ville du centre de la préfecture de Kanagawa, où il vit avec sa sœur aînée et ses parents qui travaillaient dans l'industrie automobile. En 1994, sa famille déménage dans la ville de Yokohama, où Shiraishi obtient son diplôme d'études secondaires en 2009, après quoi il a travaille dans un supermarché jusqu'en octobre 2011. Selon les souvenirs de ses collègues, il y fait un excellent travail, et devient même membre du personnel permanent, mais démissionne suite à une dépression, selon des proches. Il enchaîne ensuite les emplois et les déménagements à l'occasion desquels il a vécu pendant un certain temps à Tokyo et à Ebina.
Alors qu'il vit à Tokyo, Takahiro Shiraishi travaille officiellement comme agent de publicité pour une entreprise fournissant des emplois aux jeunes femmes ; mais en réalité, il travaille comme Kaori Scouto (un rabatteur attirant les femmes vers des bordels pour travailler dans l'industrie du sexe) à Kabukichō, le plus grand quartier rouge de Tokyo. À ce stade, les riverains commencent à avertir les habitants à son sujet, le décrivant comme un « rabatteur effrayant ». 
Takahiro Shiraishi quitte ensuite Tokyo pour emménager dans un appartement à Zama en août 2017.
Il aurait diffusé une publicité demandant aux gens de venir chez lui pour les voir se suicider. Il propose même de les regarder ou de les aider à se suicider. Un de ses amis indique qu'il s'était livré à des jeux d'étouffement avec des amis de l'école.

## Enquête et arrestation
Le frère de l'une des femmes disparues, qui avait twitté chercher quelqu'un « pour disparaître ensemble », entame lui-même une enquête pour retrouver sa sœur. Une femme qui était entrée en contact avec Shiraishi aide l'enquête en organisant un faux rendez-vous. Ils ont tous deux impliqué la police.
La police arrive alors à l'appartement de Shiraishi et demande où se trouvait la femme disparue. Shiraishi indique dans un premier temps ne pas savoir de quoi il s'agissait, mais la présence du sac de la victime dans la pièce n'échappe pas aux enquêteurs, et il avoue ensuite qu'elle se trouve dans la glacière. La police trouve alors neuf cadavres dans la maison, tous démembrés. Dans trois glacières et cinq grandes boîtes de rangement, la police trouve la tête, les jambes et les bras de ses victimes. Les voisins confirment que des odeurs nauséabondes de chair en décomposition venaient de la maison. Shiraishi avait jeté des membres des personnes dans sa poubelle, qui avaient été emportés dans les déchets recyclés. Huit de ses neuf victimes étaient des femmes de 15 à 26 ans. 
L'enquête policière confirme que la femme disparue était avec Takahiro Shiraishi le 23 octobre. Shiraishi avoue avoir tué et démembré les neuf personnes. Avant de commettre les meurtres, Shiraishi avait dit à son père que sa vie n'avait aucun sens.
Takahiro Shiraishi affirme que son motif était lié au sexe. Il souhaitait profiter de l'état vulnérable de ses victimes pour les manipuler et les agresser sexuellement, réaliser ses fantasmes et ne pas avoir à affronter le refus de ses avances. Le 1er octobre 2020, il plaide coupable de neuf meurtres  et le 15 décembre 2020, il est condamné à mort. Il indique qu'il ne ferait pas appel de sa peine,,.
Des médias locaux japonais rapportent que Shiraishi aurait été exécuté par pendaison le 27 juin 2025, une première depuis juillet 2022. Contacté, le ministère de la Justice japonais refuse de confirmer sa mort.